# 咲坂実杏
咲坂 実杏（さきさか みあ、1997年9月2日 - ）は、日本の女優。静岡県富士市出身。身長164cm。血液型AB型。スターダストプロモーション所属。

## 略歴
2016年のスターダストプロモーション芸能1部が開催した「第1回女優オーディション」に角村響と共に合格。
2017年のTBS『A LIFE〜愛しき人〜』でドラマデビュー。

## 人物
趣味は読書である。
特技は、ピアノやフルート、書道である。

## 出演
出典：

### テレビドラマ
- A LIFE〜愛しき人〜（2017年1月15日 - 3月19日、TBS） - 三条千花 役
- 花にけだもの 第1話（2018年4月23日、フジテレビ）
- 連続テレビ小説 半分、青い。（2018年7月28日 - 9月29日、NHK） - 楡野里子 役
- 刑事7人 第5シリーズ 第3話（2019年7月31日、テレビ朝日） - 山下栞 役
- ケイジとケンジ〜所轄と地検の24時〜 第6話・第7話（2020年2月20日 - 27日、テレビ朝日）
- LINEの答えあわせ〜男と女の勘違い〜 第5話（2020年2月29日、読売テレビ・日本テレビ）
- B面女子（2020年4月4日、東海テレビ・フジテレビ）
- ウソかホントかわからない やりすぎ都市伝説 ザ・ドラマ「元・事故物件」（2021年4月28日、テレビ東京）[3] - 主演・桂子 役
- 恋なんて、本気でやってどうするの？第7話（2022年5月30日、フジテレビ）

### 映画
- あいあい傘（2018年10月26日公開、監督：宅間孝行）
- モルエラニの霧の中（2021年2月6公開、監督・脚本：坪川拓史） - 森川真帆 役[4]
- 島守の塔（2022年7月22日公開、監督・五十嵐匠）

### バラエティ
- 痛快TV スカッとジャパン（2017年2月13日・4月3日・5月15日・9月11日・25日・12月18日、フジテレビ）
- 新しい波24（2017年5月16日、フジテレビ） - 週替わりMC[5]
- 世にも奇妙な物語 ’17 秋の特別編（2017年10月14日、フジテレビ）

### ネットドラマ
- &美少女 NEXT GIRL meets Tokyo 第7話（2017年5月24日配信スタート、FOD）- 小野寺香織 役
- パパ活（2017年6月26日配信スタート、全8話、dTV / FOD）- 石垣渚 役
- 花にけだもの（2017年10月30日配信スタート、全10話、FOD）

### CM
- 信用金庫2018年度イメージキャラクター（2018年4月1日 - 2024年9月30日）
- 花王株式会社「キュレルリップバーム」（2020年7月27日 - 2021年1月31日）
- プレミアムアンチエイジング株式会社「クレンジングバームDUO」（2021年9月24日 - 2023年9月23日）

### 舞台
- エグ女（2018年2月27日 - 3月4日）
- 劇団たいしゅう小説家presents「人生交換」（2022年5月4日 - 8日）